# Antonín Veselý (lední hokejista)
Antonín Veselý (* 18. března 1955 Praha) je bývalý český hokejový útočník.

## Hokejová kariéra
V československé lize hrál za TJ Gottwaldov. Odehrál 3 ligové sezóny, nastoupil v 82 ligových utkáních, dal 27 gólů a měl 11 asistencí.

## Klubové statistiky
| 1976/1977 | TJ Gottwaldov      | 1. liga | 41 | 17 | 7 | 24 | - |
| 1977/1978 | TJ Gottwaldov      | 2. liga | -  | -  | - | -  | - |
| 1978/1979 | TJ Gottwaldov      | 1. liga | 33 | 10 | 2 | 12 | - |
| 1979/1980 | TJ Gottwaldov      | 2. liga | -  | -  | - | -  | - |
| 1980/1981 | TJ Gottwaldov      | 1. liga | 8  | 0  | 2 | 2  | 2 |
| 1981/1982 | TŽ Třinec          | 2. liga | -  | -  | - | -  | - |
| 1982/1983 | TŽ Třinec          | 2. liga | -  | -  | - | -  | - |
| 1983/1984 | TJ Meochema Přerov | 2. liga | -  | 13 | - | -  | - |
| 1984/1985 | TJ Meochema Přerov | 2. liga | -  | 1  | - | -  | - |